# Andrzej Jakubiak (elektronik)
Andrzej Jakubiak (ur. 1 listopada 1951 w Gójsku) – polski elektronik, profesor nauk technicznych, specjalizujący się w teorii i przetwarzaniu sygnałów i statystycznej teorii detekcji.

## Życiorys
Absolwent liceum ogólnokształcącego w Sierpcu w 1969. W 1974 ukończył studia magisterskie na Wydziale Elektroniki Politechniki Warszawskiej i w tym samym roku został asystentem w Instytucie Radioelektroniki Politechniki Warszawskiej, natomiast dwa lata później zaczął pracę w Instytucie Telekomunikacji Politechniki Warszawskiej. Doktoryzował się w 1982 na podstawie pracy przygotowanej pod kierunkiem Stanisława Sławińskiego. Habilitację z elektroniki uzyskał w 2001 na podstawie dotychczasowego dorobku naukowego i pracy pt. Metody klasyfikacji radiolokacyjnych zakłóceń biernych. Tytuł naukowy profesora uzyskał w 2014.
Na Wydziale Elektroniki i Technik informacyjnych pracował od 1974, początkowo jako asystent, od 1982 jako adiunkt, a od 2002 jako profesor nadzwyczajny. Od 1982 do 1986 pełnił funkcję pełnomocnika dziekana ds. studentów obcokrajowców na tymże wydziale. Od 1980 przez 11 lat koordynował współpracę pomiędzy Instytutem Telekomunikacji PW a Uniwersytetem Technicznym w Dreźnie. W latach 1990–1996 piastował stanowisko prodziekana ds. studenckich Wydziału Elektroniki i Technik Informacyjnych PW, a w latach 1991–1996 – dyrektora Industrial Transfer Unit przy Instytucie Telekomunikacji. Od 1996 do 2008 zasiadał w Senacie Politechniki Warszawskiej. Od 1998 przez 4 lata współtworzył Straż Akademicką PW, należąc do Rektorskiej Komisji ds. Bezpieczeństwa Uczelni. Od 2002 przez dwie trzyletnie kadencje obejmował urząd prorektora ds. studenckich Politechniki Warszawskiej. W 2008 został przewodniczącym Rektorskiej Komisji ds. Akademickiej Służby Zdrowia. Był członkiem Komitetu Sterującego Ogólnopolską Siecią Uczelni Wolnych od Uzależnień oraz Rady Naukowej Uniwersytetu Trzeciego Wieku PW.
Andrzej Jakubiak prowadzi także na Politechnice Warszawskiej liczne działania na rzecz kultury. Był pomysłodawcą szeregu wydarzeń kulturalnych i naukowych na uczelni oraz współorganizował studenckie zespoły artystyczne. W ramach cyklu Wielka Muzyka w Małej Auli, który współtworzył, odbyło się od 2002 ponad 100 koncertów. Angażuje się także w rozwój studenckich mediów w internecie.

## Działalność naukowa
Początkowo, do końca lat 80. Andrzej Jakubiak skupiał się na wykrywaniu sygnałów na tle zakłóceń biernych i ich modelowaniu oraz klasyfikacji. Wraz z kierowanym zespołem współpracował z Przemysłowym Instytutem Telekomunikacji. W kolejnej dekadzie tematem jego badań było modelowanie zakłóceń biernych. Pracował m.in. nad algorytmami ich symulacji. W późniejszym czasie zajął się projektowaniem i testowaniem oryginalnych struktur klasyfikatorów zakłóceń.
Jakubiak w 2013 stworzył monografię pt. Probabilistyczne metody detekcji sygnałów na tle zakłóceń. Jest autorem i współautorem kilkudziesięciu publikacji naukowych. Publikował swoje prace w czasopismach, takich jak „IEEE Transactions on Aerospace and Electronic Systems”, „Electronics Letter”, „Kwartalnik Elektroniki i Telekomunikacji”.

## Nagrody i odznaczenia
- Złoty Krzyż Zasługi
- Medal Komisji Edukacji Narodowej
- Krzyż Komandorski z Gwiazdą Orderu Świętego Stanisława (prywatny, nadany przez Wielką Narodową Kapitułę Orderu Świętego Stanisława w Polsce, 2015)
- Medal Politechniki Warszawskiej (2012)[5]
- Medal Uniwersytetu Muzycznego Fryderyka Chopina

Ponadto wielokrotne wyróżnienia od rektora Politechniki Warszawskiej oraz społeczności studentów.

## Życie prywatne
Jest żonaty i ma dwoje dzieci.